# Schulzensee (Peetsch)
Der Schulzensee bei Peetsch ist der größte von drei Seen mit diesem Namen im Stadtgebiet von Mirow im Landkreis Mecklenburgische Seenplatte, Mecklenburg-Vorpommern. Der nächstkleinere Schulzensee nahe dem Ortsteil Starsow liegt 4,2 Kilometer, der Schulzensee nahe Mirow und kleinste der drei Seen 4,5 Kilometer entfernt. Obwohl es einen nach dem Ort benannten Peetschsee gibt, der sich rund 900 Meter südöstlich entfernt befindet, liegt der Schulzensee zwischen diesem und Peetsch und ist damit der tatsächlich zum Ort gehörige See.
Der in etwa ovale See hat eine Größe von 48,8 Hektar und ist zirka 1,1 Kilometer lang und bis zu 550 Meter breit. Sein Wasserspiegel liegt auf 59,3 m ü. NHN.  Ein Graben führt ihm Wasser aus den nordöstlich angrenzenden Feuchtwiesen mit seltenem und gefährdetem Pflanzenbestand zu. Am Südwestende entwässert ein Graben durch das Teufelsbruch zum Zotzensee und damit zur Havel.
An seinem Nordufer liegt der Ort Peetsch, wo es eine Reihe Bootshäuser und -stege sowie eine Badestelle gibt. Die meisten Uferabschnitte grenzen an Wiesen, die durch Busch- und Baumreihen vom Gewässer getrennt sind. Nur im Osten ist das Ufer waldbestanden, dort befindet sich eine zweite Badestelle. Die Wasserqualität wird als zum Baden sehr gut eingestuft.

## Nachweise
1. ↑  Landesamt für Umwelt, Naturschutz und Geologie Mecklenburg-Vorpommern (PDF-Datei; 20 kB)
2. ↑  Informationen zur Badestelle - Regierungsportal M-V. Abgerufen am 28. August 2023.